# Lunden, Dithmarschen
Lunden är en kommun och ort i Kreis Dithmarschen i förbundslandet Schleswig-Holstein i Tyskland.
Kommunen ingår i kommunalförbundet Amt Kirchspielslandgemeinden Eider tillsammans med ytterligare 33 kommuner. Lunden hade stadsrättighet mellan 1529 och 1559.